# Teso dera Mina
El Teso dera Mina és una muntanya de 2.412 metres que es troba al municipi de Naut Aran, a la comarca de la Vall d'Aran.